# Obligationen des Königreichs Westphalen

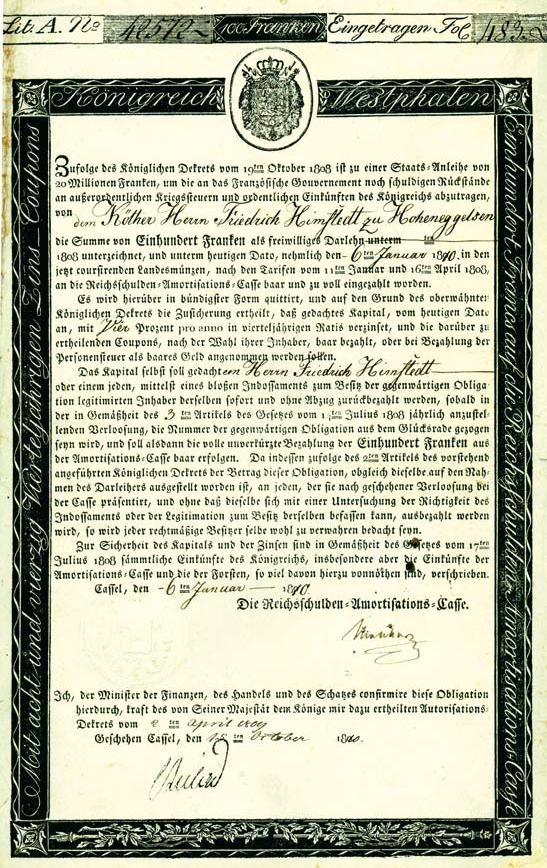
Obligation Königreich Westphalen von 1808

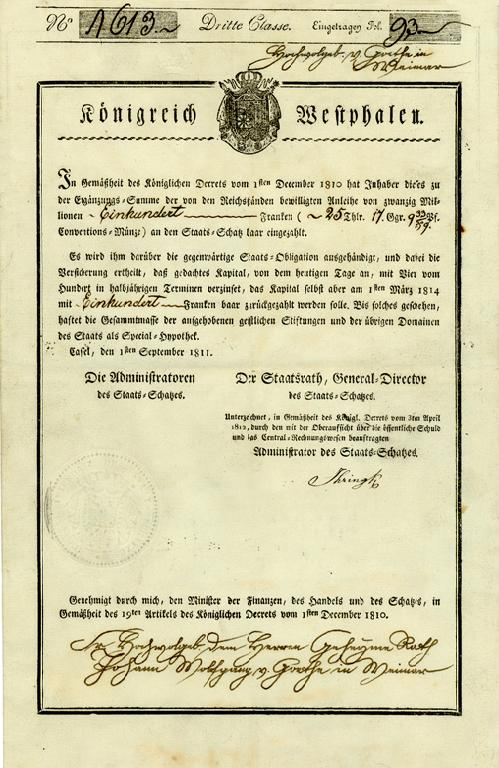
Ergänzungsanleihe von 1810

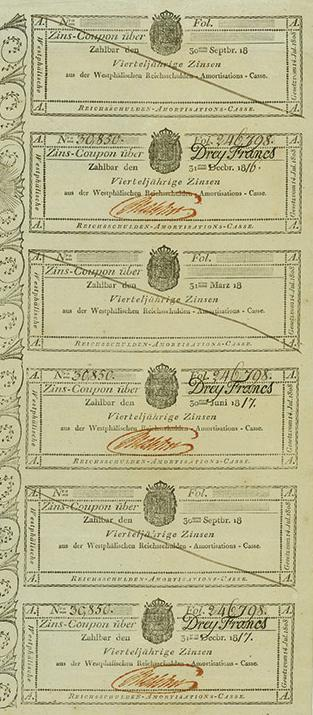
Kupons

Bei den Obligationen des Königreichs Westphalen handelte es sich um eine Serie von Zwangsanleihen des Königreichs Westphalen ab 1808. Da diese auch zur Bezahlung staatlicher Forderungen verwendet werden konnten, hatten sie auch den Charakter von Bargeld und sind frühe Vorformen des Papiergeldes.

## Hintergrund
Das Königreich Westphalen entstand 1807 nach dem Frieden von Tilsit. Einerseits sollte es (genauso wie das Großherzogtum Berg und das Großherzogtum Frankfurt) ein napoleonischer Musterstaat sein, in dem Verwaltung und Staat (nach französischem Vorbild) modernisiert wurde, andererseits war es machtpolitisch ein Satellitenstaat des französischen Kaiserreiches. Napoleon Bonaparte setzte seinen jüngeren Bruder Jérôme Bonaparte als König ein. Als bimetallische Währung wurde der französische Franc eingeführt.
Die Finanzen des Königreiches wurden durch ständige Kontributionen an Frankreich zerrüttet und dadurch, dass Napoleon und Jérôme einen Großteil der einst steuerpflichtigen Güter als Apanagen französischen Offizieren überließen. Auch stand Finanzminister Jean-Baptiste-Moïse Jollivet vor der Herausforderung, dass die Verwaltungsorganisation und das Steuerrecht in der Vielzahl der Vorgängerterritorien zersplittert waren.

## Die erste Zwangsanleihe
Die Finanzlage vieler europäischer Staaten war aufgrund der Napoleonischen Kriege zerrüttet. Die Bereitschaft von Anlegern, Staatsanleihen zu zeichnen, war durch die schlechten Erfahrungen mit den Assignaten und der massiv gestiegenen Anzahl von Emissionen, die unter anderem zum Österreichischen Staatsbankrott von 1811 führen sollten, gering. Dies galt insbesondere für den neuen Staat, dessen Zukunft nicht absehbar war.
Der Staatsrat legte daher den Reichsständen des Königreichs Westphalen eine Vorlage zur Einführung einer Zwangsanleihe über 20 Millionen Franken vor, die am 17. Juli 1808 von den Ständen gebilligt wurde. Mit königlichem Dekret vom 19. Oktober 1808 wurde diese Vorlage zum Gesetz. Alle Untertanen mussten eine Vermögenserklärung abgeben (bei fehlender oder falscher Erklärung durften die Behörden schätzen), die Grundlage der Pflicht zur Zeichnung wurde. Jede Obligation hatte einen Nennwert von 200 Franken.
| Vermögen                              | Zeichnungsvolumen           | Zeichnungsbetrag |
| ------------------------------------- | --------------------------- | ---------------- |
| 5.000 bis 10.000 Franken              | eine halbe Obligation       | 100 Franken      |
| 10.000 bis 20.000 Franken             | eine ganze Obligation       | 200 Franken      |
| von 20.000 bis 40.000 Franken         | zwei Obligationen           | -                |
| je weitere angefangene 20.000 Franken | eine zusätzliche Obligation | à 200 Franken    |
| Höchstbetrag: ab 180.000 Franken      | 100 Obligationen            | 20.000 Franken   |

Um einen Anreiz zu geben, die Anleihen schnell zu zeichnen, war der Zinssatz nach Datum der Zeichnung gestaffelt. Für Zahlungen vor dem 1. Januar 1809 betrug der Zinssatz 6 %, bei Zahlung bis zum 1. Juli 1809 nur noch 5 % jährlich, bei späterer Zahlung vom 1. Januar 1810 an 4 % (diejenigen Zahlungspflichtigen, die nicht freiwillig zahlten erhielten 3 %). Die Zinsen wurden quartalsweise bar gezahlt. Jedes Jahr sollte ein Tranche zur Tilgung ausgelost werden.
Anstelle einer Barauszahlung konnten die Kupons auch zur Begleichung von Personensteuern verwendet werden. Hierdurch erhielten die Papiere eine rudimentäre Papiergeldfunktion, die in den folgenden Anleihen ausgebaut wurde.

## Die zweite Zwangsanleihe
Die erste Zwangsanleihe erbrachte nur knapp die Hälfte der geplanten Summe. Mit Dekret vom 1. Dezember 1810 wurde eine zweite Zwangsanleihe, diesmal mit einem Zielvolumen von 10 Millionen Franken verordnet.
Neu war, dass nun feste Rückzahlungstermine bestimmt war (drei Tranchen, zum 1. März der Jahre 1812, 1813 und 1814). Vor allem aber konnten diese Obligationen zusätzlich für die Zahlungen bei der Ablösung von Grundlasten und Diensten verwendet werden. Der Finanzmangel des Staates erlaubte bald nicht einmal mehr die Bezahlung der fälligen Zinsen. Um diese zu begleichen, wurden mit Dekret vom 17. Mai 1811 Schatzscheine zur Bezahlung der Zinsen ausgegeben. Diese und gemäß dem Dekret vom 2. Februar 1812 die am 1. März 1812 fälligen Obligationen der zweiten Anleihe konnten nun auch für die Bezahlung des Kaufpreises von Kloster- und Domänengütern und für die Hälfte der Kautionen verwendet werden. Die Säkularisation der Klöster war eine wesentliche Einnahmequelle der napoleonischen Staaten.

## Die dritte Zwangsanleihe
Eine dritte und letzte Anleihe in Höhe von 5 Millionen Franken wurde mit Dekret vom 12. Juni 1812 gefordert. Wieder wurden feste Rückzahlungstermine (1. August 1815 und 1. Oktober 1816) versprochen. Auch bei dieser dritten Anleihe war die Nutzung beim Kauf von Domänen und bei der Ablösung vorgesehen.

## Abwertung und Spekulation
Weiterhin fehlten der Staatskasse die Mittel, um fällige Zahlungen zu leisten. Die anderen Staatsanleihen außer den hier beschriebenen Zwangsanleihen wurden mit Dekret vom
28. Juni 1812 auf ein Drittel (Kapital und Zinsen) reduziert. Erneut wurde Schatzscheine zur Begleichung der fälligen Kupons ausgegeben.
Mit Dekret vom 20. Januar 1813 wurde festgelegt, dass alle Zinskupons für sämtliche an den Staat zu leistenden Abgaben verwendet werden konnten. Damit hatte sich der Papiergeldcharakter der Kupons und der Schatzscheine verstärkt. Die Entlastung der Staatskasse blieb jedoch aus, da diejenigen Einnahmen, die mit Papier statt mit Geld bezahlt wurden, der Staatskasse natürlich fehlten.
Die Obligationen notierten auf dem Markt weit unter Pari. Damit bestand die Möglichkeit für Spekulanten, diese Obligationen, die Kupons und die Schatzscheine mit hohen Abschlägen aufzukaufen und damit staatliche Domänen und ehemalige Klostergüter zu kaufen. Bei Versteigerungen von Domänen wurde gemäß Dekret vom 9. Januar 1813 der Kaufpreis zu einem Drittel in bar, in Zwangsobligationen und in Schatzscheinen gefordert. Letztlich war diese Spekulation nicht erfolgreich: Nach der Auflösung des Königreichs Westphalen nach der Völkerschlacht bei Leipzig 1813 regelte Kurfürst Wilhelm I. mit der Restitutionsverordnung vom 14. Januar 1814, dass alle Domänenverkäufe des Königreichs Westphalen nichtig seien.
Aber auch diejenigen, die die Anleihen behalten hatten, gingen leer aus. Mit kurfürstlicher Verordnung vom 19. August 1814 wurden diese für verfallen erklärt. Lediglich ein Drittel der fälligen Kupons wurden noch bezahlt.